# Argathona muraeneae
Argathona muraeneae is een pissebed uit de familie Corallanidae. De wetenschappelijke naam van de soort is voor het eerst geldig gepubliceerd in 1959 door Bal & Joshi.